# Филогения
Филогения или филогенеза се нарича схемата на произхода и
еволюцията на организмите в процеса на историческото развитие на Земята. Общата филогения на всички
видове може да се представи с дървовидна
структура, свързваща всички съществуващи и изчезнали видове в единно
дърво на живота, показващо генеалогичните отношения
между тях.
В края на 19 век е била общоприета теорията, че онтогенията
отразява филогенията (т.н. биогенетичен закон на Ернст Хекел).
Вярвало се е, че индивидуалното развитие на даден организъм директно
съвпада с еволюционното развитие на вида. Тази ранна версия на
хипотезата междувременно е опровергана, макар че тясната връзка между
онтогения и филогения се признава и е обяснена със съвременната
еволюционна теория.

## Филогенетична систематика
Традиционната йерархична класификация на организмите на
Линей разпределя организмите в единна таксономия.
Таксоните притежават рангове, основаващи са на общата прилика на
организмите в него. Степента на сходство намалява с увеличаване на
ранга. По това време се приема, че тези рангове в някакъв смисъл
съществуват реално, отразявайки естествените връзки между организмите.
Науката обаче не е била достатъчно развита, за да предложи единна схема
за определяне на ранговете и таксоните. Съответно класификацията се
е извършвала по преценка на учените и тяхната представа за
„божествения план на сътворението“. Създадената по този начин класификация води до редица трудности: ранговете нямат биологично значение, например родът на човека, Homo, по никакъв начин не е таксономично еквивалентен на рода на зелената морска костенурка, Chelonia. Освен това не съществуват правила за това, кога една група образува таксон, или какъв ранг следва да се определи на даден таксон.
През 1950те и 1960те, немският
ентомолог Вили Хениг показва, че филогенията може да
послужи като основа за правилата на една по-точна и естествена таксономия, с формално определени правила. В днешно време биолозите приемат единодушно, че системата за класификация на живота трябва да е съвместима с еволюционната теория. Затова определянето на родствените (генеалогични) връзки между познатите видове
(сегашни и изчезнали) се превръща в основна задача на съвременната систематика, като за това се ползват различни подходи (вижте Кладистика, Молекулярна систематика, Фенетика).

### Филогенетични определения за таксони
За да е възможно еднозначното класифициране, трябва да се спазва
правилото за монофилия на таксоните. Един монофилетичен таксон
включва общ предшественик на всички видове в таксона и
всички произхождащи от него видове. Следната илюстрация представлява
кладограма на гръбначните животни (Vertebrata)
(според най-разпространената систематика)
със силно опростена структура и изключваща много от изчезналите таксони:
Ограден е монофилетичен таксон Reptilia, който може еднозначно да бъде
определен, изхождайки от общия предшественик на всички влечуги. В
таксона са включени и птиците (Aves), тъй като се предполага, че те произлизат от влечугите.
Заради наследството на традиционната класификация на Линей и трудностите
по определянето на филогенетичните връзки, в различните
систематики съществуват и немонофилетични таксони.
Такива са парафилетичните таксони, които включват общ предшественик,
но не и всички негови потомствени линии. Традиционният клас
Reptilia е такъв таксон, защото не включва птиците:
Един парафилетичен таксон не може еднозначно да бъде определен, тъй като
няма формален критерий за избор на белезите, които го определят.
Класификацията в този случай е по-скоро въпрос на конвенция и не произлиза по
особено естествен начин. Въпреки това, много класификации, включващи
парафилетични таксони, са в употреба.
Всички други таксони, т.е. тези които не включват общ предшественик, се
наричат полифилетични и се смятат за „неестествени“:
Ако се открие, че някой таксон е полифилетичен, обикновено незабавно
следва промяна в класификацията.
На пръв поглед една систематика, основана на монофилетични таксони може
да изглежда като лесно решение на проблема с несъвместимите таксономии,
понеже позволява еднозначното определение на таксоните. В действителност
обаче, макар да няма съмнения за общия подход, все още има редица
спорове по систематиката на организмите. Несъгласия съществуват дори за
по-висшите таксони, като например класификацията на
костенурките (вижте Влечуги). Това произлиза от
ограничените методи на съвременната систематика и огромните
изчислителни ресурси, необходими за
секвенцирането и сравнението на
геномите на организмите.
Друг проблем за филогенетичната систематика са организмите, които
усилено осъществяват хоризонтален трансфер на генна
информация. Това са главно бактериите, но има данни за
хоризонтален трансфер на хлоропластово,
митохондриално и ядрено ДНК и при
еукариотите. Хоризонталният трансфер е смущаващ фактор при
изследването на вертикалния (филогенията) и изисква допълнителни
статистически техники за постигане на коректно дърво.